# Otto Basil
Otto Basil (n. 24 decembrie 1901, Viena, Austro-Ungaria – d. 19 februarie 1983, Viena, Austria) a fost un scriitor, publicist și jurnalist austriac. A folosit pseudonime ca Markus Hörmann sau Camill Schmall. Numele său legal până în 1935 a fost Otto Adam Franz Bazil.

## Biografie
După absolvirea Academiei de Comerț din Viena, Otto Basil a urmat studii germane și de paleontologie la Viena și München. Apoi a lucrat în diverse profesii. A lucrat ca jurnalist și publicist, pianist de bar și angajat industrial (din 1927 la uzina Böhler-Uddeholm). De asemenea, a lucrat ca dramaturg și publicist în reviste culturale. La începutul anilor 1920 a fost unul dintre editorii revistei Das Wort. De asemenea, la mijlocul anilor 1920, a scris articole pentru Praga Abendblatt.
După anexarea Austriei de către Germania nazistă în 1938, i-a fost interzis să mai scrie. Când Basil a fost arestat de Gestapo în 1938 pentru Verspottung des Führers, poetul austriac de propagandă nazistă Josef Weinheber a făcut campanie pentru eliberarea sa.
După al doilea război mondial Basil a lucrat ca ofițer de presă și dramaturg la Teatrul Poporului din Viena sub conducerea lui Günther Haenel (până în 1947). Aici a organizat împreună cu Haenel și Gustav Manker expoziții ale unor artiști contemporani, cum ar fi ale suprarealistului Edgar Jene. Günther Haenel a condus teatrul și au fost montate o mulțime de piese care au fost ținute ascunse în timpul naziștilor. 
Între 1948-1964, Basil a fost șef al departamentului cultural al ziarului Neues Österreich. Din 1948, Otto Basil a editat revista de artă și de avangardă literară, PLAN. Parțial pe baza unor documente deja pregătite până în 1937, la care a continuat cercetarea în anii următori, a promovat noua literatura austriacă postbelică și a atras atenția asupra nume precum Bertolt Brecht, Albert Camus, T. S. Eliot, Hermann Broch, Heimito von Doderer, Paul Celan, Erich Fried, Theodor Kramer, Joseph Kalmer și Ernst Waldinger, Ilse Aichinger și Friederike Mayröcker. Revista lui Otto Basile nu a avut nici o afiliere cu vreun partid (în ciuda faptului că Basil a fost scurt timp membru al Partidului Comunist din Austria - KPO). PLAN a fost o antiteză socio-politică a revistei creștine conservatoare Turm. Prin implicarea sa în artele vizuale, revista PLAN a devenit și nucleul jurnalistic al realismului fantastic.
În 1966, Otto Basil a publicat romanul Wenn das der Führer wüsste (The Twilight Men), o satiră despre cel de-al Treilea Reich, în care arată nebunia național-socialismului. Bomba atomică nu a căzut la Hiroshima, ci la Londra și naziștii au câștigat războiul. Imperiul nazist include Europa, de asemenea, Africa și SUA. Lumea este împărțită în est și vest. Vestul, adică Reich-ul german, cu vasalii și teritoriile cucerite în America. Estul este dominat de Imperiul Japonez. Reich-ul german victorios triumfător își realizează aberațiile ideologice nebunești pe termen lung. Imperiul se distruge într-o țară în care brutalitatea și disprețul față de ființele umane au devenit în mod groaznic a culturii de zi cu zi, în care spiritul și știința sunt aliniate "rasial" și oamenii sunt exponate în muzeu.
Basil a fost un scriitor independent și membru al PEN Viena până la moartea sa în 1983 și un membru al Loge Gleichheit (Loja masonică Egalitate) din 1959 până în 1963. Vasile a fost înmormântat în Cimitirul Central din Viena.